# Theon Junior
Theon Junior ist ein Einschlagkrater westsüdwestlich des Kraters Delambre. Zusammen mit dem wenige Kraterdurchmesser in nordnordwestlicher Richtung entfernten Krater Theon Senior bildet er ein Zwillingspaar.
Theon Junior ist kreisrund und schüsselförmig. Am Fuße seiner abschüssigen Innenwände befindet sich ein kleiner Kraterboden.
| Buchstabe | Position          | Durchmesser | Link |
| --------- | ----------------- | ----------- | ---- |
| B         | 2,2° S, 13,25° O  | 6 km        |      |
| C         | 2,39° S, 14,62° O | 4 km        |      |

Der Krater ist nach dem griechischen Astronomen und Mathematiker Theon von Alexandria benannt.